# Valentin Bulgakov
Valentin Fëdorovič Bulgakov (in russo Валенти́н Фёдорович Булга́ков?; Kuzneck, 25 novembre 1886 – Jasnaja Poljana, 22 settembre 1966) è stato uno scrittore e pacifista russo.

## Biografia
Affascinato dalla dottrina tolstoiana, fu chiamato nel 1910, dopo essere stato raccomandato da Čertkòv, come segretario privato di Lev Tolstoj, al quale fu dunque vicino nell'ultimo anno di vita.
Raccontò poi di questa esperienza nella biografia L'ultimo anno di Lev Tolstoj, che ispirò il libro di Jay Parini L'ultima stazione: il romanzo degli ultimi giorni di Tolstoj, da cui nel 2009 è stato tratto il film The Last Station.
Fu autore anche di altri scritti su Tolstoj, e divenne uno degli organizzatori dei musei dedicati al celebre narratore.
Il pacifismo radicale teorizzato da Bulgakov, e ispirato ai precetti cristiani, fu da lui esposto nel libro Etica cristiana (1917).
Emigrò a Praga dopo la rivoluzione d'ottobre.

## Opere
- Etica cristiana, 1917
- Lev Tolstoi v posliednii god ego zhizni, 1920
- L'ultimo anno di Lev Tolstoj, 1971
- Slovar Russkykh Zarubezhnikh Pisatelei, 1993